# 米亞斯湖
78°6′S 163°51′E / 78.100°S 163.850°E
米亞斯湖（英語：Lake Miers）是南極洲的湖泊，位於維多利亞地，距離阿當斯冰川和米亞斯冰川匯流處約2公里，湖水來自冰川的融雪，該湖泊取名自米亞斯冰川。